# Internationales Franz-Schubert-Institut

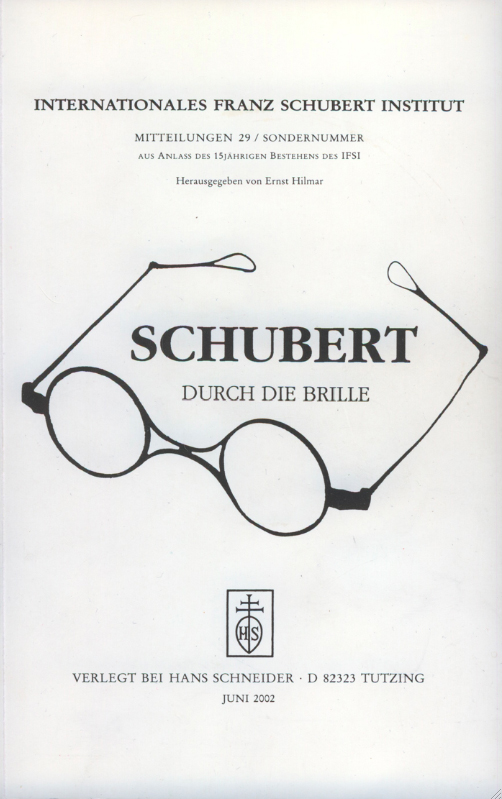
Couverture du n°29 de Schubert durch die Brille

L'Internationales Franz-Schubert-Institut est une association scientifique existant de 1987 à 2005 à Vienne, dont le but est l'étude de la vie et des œuvres du compositeur Franz Schubert.

## Histoire
En 1979, Ernst Hilmar, le conservateur, à la Bibliothèque de Vienne à l'hôtel de ville (de), de la plus grande collection d'écrits de la main de Franz Schubert, fonde une association pour promouvoir la recherche sur Schubert. En 1987, elle devient l'Internationales Franz-Schubert-Institut et se domicile au dernier domicile du compositeur devenu le Franz Schubert Konservatorium (de).
Hilmar veut d'abord créer un forum où, à la différence de l'association allemande Neue Schubert-Ausgabe (de), les documents de la vie de Schubert seraient de nouveau étudiés après que les éditions par Otto Erich Deutsch étaient épuisées. Bientôt vient l'idée de faire connaître les études de l'œuvre de Schubert et de publier un périodique, réunissant toutes les associations nationales de recherche sur l'Autrichien.
Hilmar devient le rédacteur du semestriel Schubert durch die Brille (Schubert à travers ses lunettes), 29 numéros publiés de 1988 à 2003. Le mécène Hans Peter Wertitsch (de) est par ailleurs le président (1987-1992) puis honoraire (1992-1996) de l'IFSI.
Hilmar travaille en étroite collaboration avec des chanteurs (Robert Holl, Elisabeth Schwarzkopf, Thomas Hampson, Mathias Hausmann, Josef Protschka), des pianistes (Alfred Brendel, Graham Johnson, David Lutz, Maurizio Pollini), des chefs d'orchestre (Claudio Abbado, Peter Gülke, Mario Venzago) et des musicologues. Celui qui collobora le plus est le compositeur Ernst Křenek.
On compte aussi Eva Badura-Skoda, András Batta, Erich Benedikt, Werner Bodendorff, Otto Brusatti (de), Jurij Chochlow, Suzannah Clark, Robert de Clercq, Jacques Delalande, Thomas Denny, Ilija Dürhammer, Walther Dürr (de), Gabriele Eder, Gunter Elsholz, Hellmut Federhofer, Marius Flothuis, Christopher Howard Gibbs, David Goldberger, David Gramit, Renate Hilmar-Voit, Clemens Höslinger, Hans-Joachim Hinrichsen (de), Reinhard van Hoorickx, Friederike Janecka-Jary, Margret Jestremski, Susan Kagan, Franz Krautwurst (de), Karsten Lehl, Andrea Lindmayr-Brandl, Walburga Litschauer, Michael Lorenz, Andreas Mayer, Elizabeth Norman McKay, David Montgomery, Brian Newbould, Erich Wolfgang Partsch, Christian Pollack, Lucia Porhansl, Nicholas Rast, John Reed, Paul Reid, Daniel Rieppel, Ares Rolf, Christiane Schumann, Mathias Spohr (de), Rita Steblin, Marie-Elisabeth Tellenbach, Peter Tenhaef, Ralf Tiemann, Egon Voss, Ewan West, Mary Wischusen, Susan Wollenberg, Elmar Worgull...
Dans le cadre des publications de l'Institut, il y a aussi des éditions, des fac-similés, des études, de la documentation, des bibliographies et plusieurs encyclopédies sur Schubert.
En novembre 2001, Hilmar est relevé de ses fonctions de secrétaire en raison de nombreuses violations des statuts de l'association et reste rédacteur de la revue. Mais comme il ne peut plus exercer librement et ne trouve pas de mécènes pour une "Fondation Schubert", il cesse d'être éditeur en 2003. Après son départ, Hans Schneider, le principal financeur de l'IFSI, estime qu'une confiance est rompue. En 2005, le conseil d'administration décide de la dissolution de l'IFSI.

## Publications
Livres
- Band 1. Franz Schubert: Drei große Sonaten für das Pianoforte. Faksimile. Tutzing 1987.
- Band 2. Franz Schubert: Der Graf von Gleichen. Oper in zwei Akten (D 918). Faksimile. Tutzing 1988.
- Band 3. Franz Schubert: Bühnenwerke. Kritische Gesamtausgabe der Texte. Tutzing 1988.
- Band 4. E. W. Partsch: Franz Schubert – Der Fortschrittliche? Tutzing 1989.
- Band 5. E. N. McKay: Franz Schubert’s Music for the Theatre. Tutzing 1991.
- Band 6. Franz Schubert: Fantasie in f-Moll D 940 für Klavier zu vier Händen. Tutzing 1991.
- Band 7. Franz Schubert. Alfonso und Estrella. Tutzing 1991.
- Band 8. Schubert-Gedenkstätte Schloss Atzenbrug (de). Tutzing 1992 und 2002.
- Band 9. Franz Schubert: "Relique". Sonate in C für Klavier D 840. Tutzing 1992.
- Band 10.1. Franz Schubert. Dokumente 1817–1830. Erster Band. Texte. Tutzing 1993.
- Band 10.2. Franz Schubert. Dokumente 1801–1830. Erster Band. Texte. Addenda und Kommentar. Tutzing 2003.
- Band 11. H.-J. Hinrichsen: Untersuchungen zur Entwicklung der Sonatenform in der Instrumentalmusik Schuberts. Tutzing 1994.
- Band 12. Franz Schubert. Rosamunde. Tutzing 1996.
- Band 13. F. Krautwurst: George Groves als Schubert-Forscher. Tutzing 2002.
- Band 14. Schubert-Enzyklopädie. Tutzing 2004.

Hors collection
- Fierrabras. Textbuch. Tutzing 1988.
- E. Krenek: Franz Schubert. Ein Porträt. Tutzing 1990.
- Franz Schubert: Écossaise D 145/8. Albumblatt für Seraphine Schellmann. Tutzing 1990.
- Franz Schubert: Romanze aus dem Romantischen Schauspiel "Rosamunde". Tutzing 1991.
- Ein unbekanntes frühes Schubert-Porträt? Franz Schubert und der Maler Josef Abel. Tutzing 1992.

Revue
- Schubert durch die Brille, 1-3 Wien 1988/89, 4-30 Tutzing 1990-2003.